# Paectes oculatrix
Paectes oculatrix là một loài bướm đêm trong họ Noctuidae.